# Spáňov
Spáňov är en ort i Tjeckien.   Den ligger i regionen Plzeň, i den västra delen av landet, 130 km sydväst om huvudstaden Prag. Spáňov ligger 431 meter över havet och antalet invånare är 191.
Terrängen runt Spáňov är platt västerut, men österut är den kuperad.Runt Spáňov är det ganska tätbefolkat, med 75 invånare per kvadratkilometer. Närmaste större samhälle är Domažlice, 5,1 km nordväst om Spáňov. Omgivningarna runt Spáňov är en mosaik av jordbruksmark och naturlig växtlighet.